# Cantone di La Teste-de-Buch
Il Cantone di La Teste-de-Buch è una divisione amministrativa dell'Arrondissement di Arcachon.
A seguito della riforma approvata con decreto del 20 febbraio 2014, che ha avuto attuazione dopo le elezioni dipartimentali del 2015, è passato da 3 a 2 comuni.

## Composizione
I 3 comuni facenti parte prima della riforma del 2014 erano:
- Gujan-Mestras
- Le Teich
- La Teste-de-Buch

Dal 2015 i comuni appartenenti al cantone sono i seguenti 2:
- Arcachon
- La Teste-de-Buch